# Lignières-de-Touraine
Lignières-de-Touraine är en kommun i departementet Indre-et-Loire i regionen Centre-Val de Loire i de centrala delarna av Frankrike. Kommunen ligger i kantonen Azay-le-Rideau som tillhör arrondissementet Chinon. År 2022 hade Lignières-de-Touraine 1 319 invånare.

## Befolkningsutveckling
Antalet invånare i kommunen Lignières-de-Touraine
Referens:INSEE